# Maya Schweizer

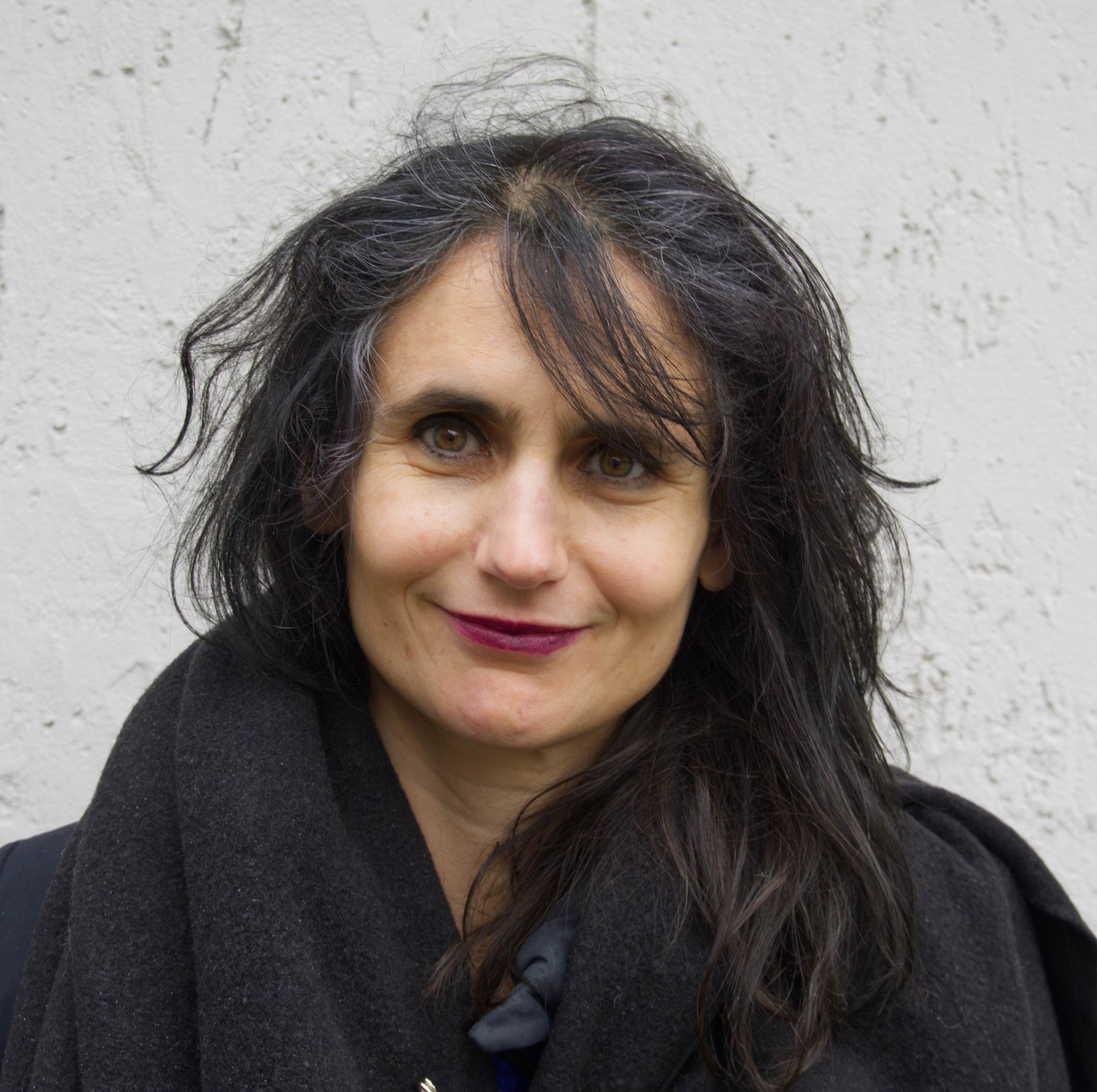
Maya Schweizer (2022)

Maya Schweizer (geboren 1976 in Paris) ist eine französische Künstlerin. Sie arbeitet bildkünstlerisch in den Bereichen Video und Film.

## Leben und Wirken
Maya Schweizers Vater ist Deutscher, ihre Mutter Französin. Sie studierte von 1995 bis 1998 Kunst und Kunstgeschichte in Aix-en-Provence (Licence), an der Hochschule für Grafik und Buchkunst Leipzig (HGB) von 1999 bis 2003 und ab 2003 an der Universität der Künste Berlin, wo sie 2007 ihren Abschluss als Meisterschülerin bei Lothar Baumgarten machte. Schweizer arbeitet mit verschiedenen Medien, wobei ihr Schwerpunkt auf experimentellen Videoarbeiten liegt.
Mit ihren Arbeiten bewegt sie sich zwischen verschiedenen Medien wie Fotografie, Zeichnungen und Kurzfilmen, aber ebenso mittels urbaner Interventionen. „Der Kurzfilm ist ihr Medium der Betrachtung, ihr Vokabular, um eine Geschichte zu erzählen und einen Abdruck von Realität(en) zu erstellen.“
Sie bezieht sich in ihrem Umgang mit historisch konnotierten Orten auf das Konzept des „Erinnerungsortes“ von Pierre Nora aus dessen Werk Les lieux de mémoire (1984–1992) und stellt in einer Beschreibung ihres Werkes zweifache Bezüge vor: Einerseits geht es ihr darum, Erinnerungsorte als „Fetisch-Orte“ zu „ritualisieren“, andererseits interessiert sie sich für die alltägliche Nutzung dieser meist städtischen Umgebungen, die sich jeder Ritualisierung entzieht. Kurator Zoltán Kékesi fasste dies zusammen als „filmisch-ästhetische Raumstudien, die einen nicht-normativen Zugang zu unserem Erinnerungsparadigma ermöglichen.“
2006 beschäftigte sie sich in dem Film Passing Down, Frame One mit der Geschichte ihrer Familie. Ihre jüdischen Urgroßeltern hatten sich mit ihrer Tochter, Maya Schweizers Großmutter, durch die ganze Besatzungszeit in Paris, Marseilles und Lyon verstecken können. Mit ihrer Großmutter konnte Maya Schweizer noch Filminterviews über die Familiengeschichte und ihre Erlebnisse im Versteck führen. Weil die Großmutter nicht gefilmt werden wollte, einigten sie sich darauf, nur ihre Hände zu zeigen.
Für die Gedenkstätte Konzentrationslager Dachau erstellten Maya Schweizer, Benjamin Meyer-Krahmer und Clemens von Wedemeyer 2021 einen Film der in 38 Minuten Grundlagen über das Lager und die Menschen vermittelt und zentrales Ausstellungsstück ist.
Zusammenfassend stellte die Süddeutsche Zeitung fest: „[Maya Schweizer] gibt keine Antworten, sie stellt Fragen, deutet an, was hätte sein können und wo die Schichten der Erinnerungen begraben liegen.“
Maya Schweizer ist auch für Filmfestivals als Kuratorin tätig. 
Maya Schweizer lebt und arbeitet in Deutschland und Frankreich.

## Ausstellungsbeteiligungen (Auswahl)

### Einzelausstellungen (Auswahl)
- 2006: Flowershow. Galerie Michaela Stock, Wien
- 2010: La même histoire ailleurs, Westfälischer Kunstverein Münster
- 2011: Frankfurter Kunstverein
- 2015: Le Soldat Mourant des Milles, Kunsthalle Baden-Baden
- 2017: Whenever the Heart Skips a Beat, Mehringplatz Abstractions, Soundinstallation, KONAK Berlin[8]
- 2020/21: Museum Villa Stuck, München[9]
- 2023: Even Closer, Ausstellung als Preisträgerin 2022 des HAP Grieshaber-Preises, Deutscher Künstlerbund[10]
- 2023: Sans histoire. Ausstellung im Jüdischen Museum Berlin als Preisträgerin 2023 des Dagesh-Kunstpreises

### Gemeinschaftsausstellungen (Auswahl)
- 2002: In Liebe, Dein. Tiroler Künstlerschaft, Innsbruck
- Berlin Biennale, 2006
- Centre Georges Pompidou, 2007
- 2013: The Elizabeth Foundation for the Arts, New York
- 2016: Kunsthaus Dresden
- 2016: Art | Memory | Place, Irish Museum of Modern Art, Dublin
- 2018: Stimmen, Kunstverein Leipzig[11]
- 2020: Neuer Berliner Kunstverein, Berlin
- 2022: Forum Expanded, Ausstellung der Berlinale[12]

## Auszeichnungen und Preise
2009 wurde Maya Schweizer mit dem Toni und Albrecht Kumm Preis zur Förderung der bildenden Künste durch den Freundeskreis der UdK Berlin / Karl-Hofer-Gesellschaft mit einem Preisgeld von 10.000 Euro geehrt.
Im Jahr 2022 wurde ihr der mit 25.000 Euro dotierte HAP-Grieshaber-Preis der VG Bild-Kunst zuerkannt.
2023 wurde Schweizer mit dem DAGESH-Kunstpreis ausgezeichnet; der Preis wird vergeben von dem Jüdischen Museum Berlin (JMB) gemeinsam mit von „Dagesh – Jüdische Kunst im Kontext“.